# Astragalus tatjanae
Astragalus tatjanae là một loài thực vật có hoa trong họ Đậu. Loài này được Lincz. miêu tả khoa học đầu tiên.